# Giuseppe Pella
Giuseppe Pella (18 tháng 4 năm 1902 – 31 tháng 5 năm 1981) là chính trị gia Dân chủ Thiên Chúa giáo giữ chức Thủ tướng thứ 31 của Ý từ năm 1953 đến năm 1954. Ông còn là Chủ tịch Nghị viện Châu Âu từ năm 1954 đến năm 1956 sau khi Alcide De Gasperi qua đời. Chính sách kinh tế và tiền tệ của ông trong bộ tài chính dựa trên việc xây dựng lại Ý vững chắc trên truyền thống tự do tốt nhất của chủ nghĩa tư bản phương Tây
.